# Sandro
Sandro ist eine Kurzform des italienischen männlichen Vornamens Alessandro, der italienischen Form von Alexander. Außerdem ist Sandro als Vorname in der Ukraine und in Georgien bekannt. Der italienische Nachname Sandri ist eine patronymische Bildung aus Sandro.

## Namensträger

### Vorname
- Sandro 1879–1886 Fürst von Bulgarien, siehe Alexander von Battenberg
- Sandro (* 1993), deutscher Schlagersänger
- Sandro Agricola (* 1987), deutscher Eishockeyspieler
- Sandro Angiolini (1920–1985), italienischer Comiczeichner
- Sandro Antal (* 1943), ungarischer Bildhauer
- Sandro Bellucci (* 1955), italienischer Geher
- Sandro Bertaggia (* 1964), Schweizer Eishockeyspieler
- Sandro Blümel (* 1990), deutscher Synchronsprecher
- Sandro Bondi (* 1959), italienischer Politiker
- Sandro Botticelli (1445–1510), italienischer Maler und Zeichner
- Sandro Burki (* 1985), Schweizer Fußballspieler
- Sandro Chia (* 1946), italienischer Künstler
- Sandro Cois (* 1972), italienischer Fußballspieler
- Sandro Cortese (* 1990), deutscher Motorradrennfahrer
- Sandro Del-Prête (* 1937), Schweizer Maler optischer Täuschungen
- Sandro Dias (* 1975), brasilianischer Skateboarder
- Sandro Dossi (* 1944), italienischer Comiczeichner
- Sandro Burgstaller (* 1984), österreichischer Wintersportler
- Sandro Floris (* 1965), italienischer Leichtathlet
- Sandro Foda (* 1989), deutscher Fußballspieler
- Sandro José Ferreira da Silva (* 1986), brasilianischer Fußballspieler
- Sandro Giglio (1900–1979), italienischer Schauspieler
- Sandro Iannotta (* 1998), deutscher Schauspieler
- Sandro Kaiser (* 1989), deutscher Fußballspieler
- Sandro Lindschinger (* 1985), österreichischer Fußballspieler
- Sandro Lopopolo (1939–2014), italienischer Boxer
- Sandro von Lorsch (1919–1992), deutscher Maler
- Sandro Ludolini (* 1983), italienischer Unihockeyspieler
- Sandro Matitz (* 1987), Schweizer Grasskiläufer
- Sandro Mazzinghi (1938–2020), italienischer Boxer
- Sandro Mazzola (* 1942), italienischer Fußballspieler
- Sandro Moggi (* 1982), Schweizer Eishockeyspieler
- Sandro Munari (* 1940), italienischer Rallye-Fahrer
- Sandro R. Müller (1955–2024), deutscher Organist
- Sandro Penna (1906–1977), italienischer Dichter und Erzähler
- Sandro Pertini (1896–1990), italienischer Politiker
- Sandro Petraglia (* 1947), italienischer Filmkritiker und Drehbuchautor
- Sandro Puppo (1918–1986), italienischer Fußballspieler
- Sandro Raniere (* 1989), brasilianischer Fußballspieler
- Sandro Rizzi (* 1978), Schweizer Eishockeyspieler
- Sandro Rosell (* 1964), spanischer Unternehmer und Präsident des FC Barcelona
- Sandro Salvadore (1939–2007), italienischer Fußballspieler
- Sandro Sambugaro (* 1965), italienischer Skispringer
- Sandro Samwald (* 1986),  österreichischer Fußballspieler
- Sandro Schönberger (* 1987), deutscher Eishockeyspieler
- Sandro Schwarz (* 1978), deutscher Fußballspieler
- Sandro Simonet (* 1995), Schweizer Skirennfahrer
- Sandro Stallbaum (* 1981), deutscher Fußballspieler
- Sandro Stielicke (* 1986), deutscher Skeleton-Pilot
- Sandro Veronesi (* 1959), italienischer Schriftsteller
- Sandro Viletta (* 1986), Schweizer Skirennfahrer
- Sandro Viroli (* 1957), italienisch-deutscher Journalist und Medienmanager
- Sandro Wagner (* 1987), deutscher Fußballspieler
- Sandro Wirth (* 1960), Schweizer Freestyle-Skier
- Sandro Zakany (* 1987), österreichischer Fußballspieler
- Sandro Zanetti (* 1974), Schweizer Germanist

### Familienname
- Maurizio Sandro Sala (* 1958), brasilianischer Automobilrennfahrer
- Max Sandro (* 1972), brasilianischer Fußballspieler und -trainer

### Notname
- Amico di Sandro, Künstlerpersönlichkeit der Frührenaissance in Italien

### Künstlername
- Alex Sandro (* 1991), brasilianischer Fußballspieler

### Kunstfiguren
- Sandro Zahlemann, Reporter (dargestellt von Olli Dittrich)

### Pferde
- Sandro Hit (* 1993), deutsches Dressurpferd, Oldenburger Zuchthengst